# Епархия Сан-Карлоса-де-Барилоче
Епархия Сан-Карлоса-де-Барилоче (лат. Dioecesis Rivogallaecensis) — епархия Римско-Католической церкви с центром в городе Сан-Карлос-де-Барилоче, Аргентина. Епархия Сан-Карлоса-де-Барилоче входит в митрополию Баия-Бланки. Кафедральным собором епархии Сан-Карлоса-де-Барилоче является церковь Пресвятой Девы Марии Науэль Уапи.

## История
22 июля 1993 года Папа Римский Иоанн Павел II выпустил буллу «In hac beati», которой учредил епархию Сан-Карлоса-де-Барилоче, выделив её из епархии Вьедмы.

## Ординарии епархии
- епископ Rubén Oscar Frassia (22.07.1993 - 25.11.2000), назначен епископом Авельянеды;
- епископ Fernando Carlos Maletti (20.07.2001 - 6.05.2013), назначен епископом Мерло-Морено;
- епископ Juan José Chaparro Stivanello, C.M.F.[1] (с 9 июля 2013 года).